# Emanuele Luigi Galizia

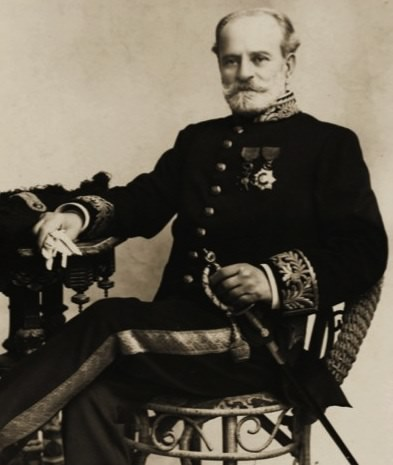
Emanuele Luigi Galizia als Superintendent of Public Works im Jahr 1880

Emanuele Luigi Galizia (auch Emmanuele Luigi Galizia, englisch Emmanuel Lewis Galizia; * 7. November 1830 in Malta; † 6. Mai 1907 in Valletta) war ein maltesischer Architekt und Bauingenieur, der viele öffentliche Gebäude und eine Anzahl von Kirchen in Malta entwarf. Er wird als der wichtigste maltesische Architekt in der zweiten Hälfte des 19. Jahrhunderts angesehen. Seine Bauten werden der Stilrichtung des Historismus zugerechnet.

## Leben
Der Familientradition zufolge stammte die Familie Galizia aus Galicien auf der Iberischen Halbinsel. Emanuele Luigi Galizias Großvater kam aus Marseille nach Malta.
Galizia absolvierte ein Studium der Architektur und des Bauingenieurwesens an der Universität Malta. Bereits 1846 trat er als Gehilfe von William Lamb Arrowsmith in den Regierungsdienst des seinerzeit unter britischer Herrschaft stehenden maltesischen Archipels. 1856 wurde er perito der Regierung und vier Jahre darauf Vorsteher der periti, als solcher war er verantwortlich für alle öffentlichen Bauten der Inselgruppe.
Nach der Übernahme Zyperns durch die Briten 1877 war Galizia zusammen mit Sir Adrian Dingli und weiteren Maltesern damit beauftragt, die Kolonisierungsmöglichkeiten für die dem Empire neu erworbene Mittelmeerinsel zu erkunden, er verfasste über diese Mission einen ausführlichen Bericht, der später im Druck veröffentlicht wurde.
Emanuele Galizia wurde 1880 Superintendent of Public Works, was mit einem Sitz im „Gesetzgebenden Rat“, einem Ständeparlament, verbunden war.
Im Jahr 1886 wurde Emanuele Luigi Galizia Mitglied der Institution of Civil Engineers und 1888 wurde er in das Royal Institute of British Architects aufgenommen. In demselben Jahr unternahm er auf Geheiß der Regierung eine Reise durch Italien, Frankreich und England, damit er seine Kenntnisse der neugotischen Architektur vervollständigen konnte. Es wird vermutet, dass er als Berater sogar am Bau der 1894 fertiggestellten Tower Bridge in London sowie der Restaurierung des Brighton Pavilion im viktorianischen Stil mitwirkte.
Auch in seinem Ruhestand, den er 1888 antrat, war Galizia weiterhin als Architekt tätig. Noch 1902 entwarf er eine Kirche in San Pawl il-Baħar. Er starb in seinem Stadthaus in Valletta und wurde in der von ihm selbst entworfenen Grabkapelle der Familie Galizia auf dem Addolarata-Friedhof in Paola beigesetzt.

## Würdigungen
Papst Leo XIII. erhob Emanuele Luigi Galizia zum Ritter des Gregoriusordens. In Würdigung der Planung für den Turkish Military Cemetery in Marsa verlieh Sultan Abdülaziz, der Auftraggeber dieses Soldatenfriedhofs war, ihm anlässlich eines Besuches auf Malta 1867 den Mecidiye-Orden.
Der 1907 veröffentlichte Nachruf der Institution of Civil Engineers pries an ihm

“tact and affability [which] endeared him to the whole community, whilst the ability and thoroughness which he displayed in all his work gives him a permanent place in the record of professional achievement in Malta.”

„Taktgefühl und die Umgänglichkeit, [welche] ihn in seinem Umfeld beliebt machten, während die Fähigkeit und die Gründlichkeit, welche er in jeder seiner Arbeiten zeigte, ihm einen dauernden Platz in der Erinnerung beruflicher Erfolge Maltas verschaffen.“

## Wirken
In seinem architektonischen Schaffen verwendete Emanuele Luigi Galizia zu seiner Zeit ungewöhnliche „maurische“ Elemente wie Hufeisenbögen, Arabesken und durchbrochene Flächenornamente etwa an Gebäuden am Eingang zur Hauptstraße von Sliema. Diese drei in Terrassenform gebauten einstöckigen Häuser waren die ersten formell geplanten Wohnhäuser Sliemas. Ferner entwarf er einen Polizeiposten und Brunnen in Sliema.
Obwohl oft auf die Neugotik festgelegt – dies ist auf eines seiner Hauptwerke, die Friedhofskirche Our Lady of Sorrows auf dem Addolarata-Friedhof in Paola zurückzuführen –, nahm er architektonische Einflüsse aus allen Regionen des British Empire auf.

## Privatleben
Emanuele Luigi Galizia war verheiratet mit Victoria Vella, das Ehepaar hatte fünf Kinder, zwei Söhne und drei Töchter. Der älteste Sohn, James Galizia, wurde Nachfolger seines Vaters als Superintendent of Public Works, später Staatssekretär für Finanzen in der kolonialen Verwaltung Maltas.
Der zweite Sohn, Godwin Galizia, ebenfalls Architekt, wurde bekannt durch neuromanische Kirchenbauten in Birżebbuġa und Sliema, stand jedoch bis in die neuere Zeit im Schatten seines Vaters. Godwin wurde von wohlhabenden maltesischen Bürgerfamilien damit beauftragt, Grabmale, Mausoleen und Gedächtniskapellen auf dem von seinem Vater entworfenen Addolorata-Friedhof zu errichten.
Eine Tochter, Giovanna, heiratete den Verfassungsrechtler und Rechtsprofessor John Caruana, einen Sohn des maltesischen Archäologen Antonio Annetto Caruana. Ihre Nachfahren nannten sich Caruana Galizia.

## Werke (Auswahl)
Die folgende Liste stellt eine Auswahl aus dem architektonischen Schaffen von Emanuele Luigi Galizia dar.
- Ta’ Braxia Cemetery, Pietà (1855)
- Addolorata Cemetery mit Friedhofskirche, Paola (1860)
- Armier-Aquädukt von Qormi in die Drei Städte (1867)
- Ta’ Qali, Wasserspeicher (1867)
- Turkish Military Cemetery, Marsa (1873–1874)[9]
- Bugeja Institute Technical School, Ħamrun (1880)
- Vincenzo Bugeja Institute[10]
- St. Gregory’s Church, Marsamxett[5]
- Aquädukt von Sliema nach Birkirkara (1882)
- Victoria Gate, Valletta (1884–1885)
- Our Lady of Lourdes Church, Mġarr, Gozo (1888)
- Strandpromenade in Marsaxlokk
- Strandpromenade in Marsamxett
- Villa Alhambra, Sliema (nach 1880)
- Begräbniskapelle der Familie Galizia auf dem Addolorata Cemetery, in der er beigesetzt wurde.

### Neoklassizistische Bauten

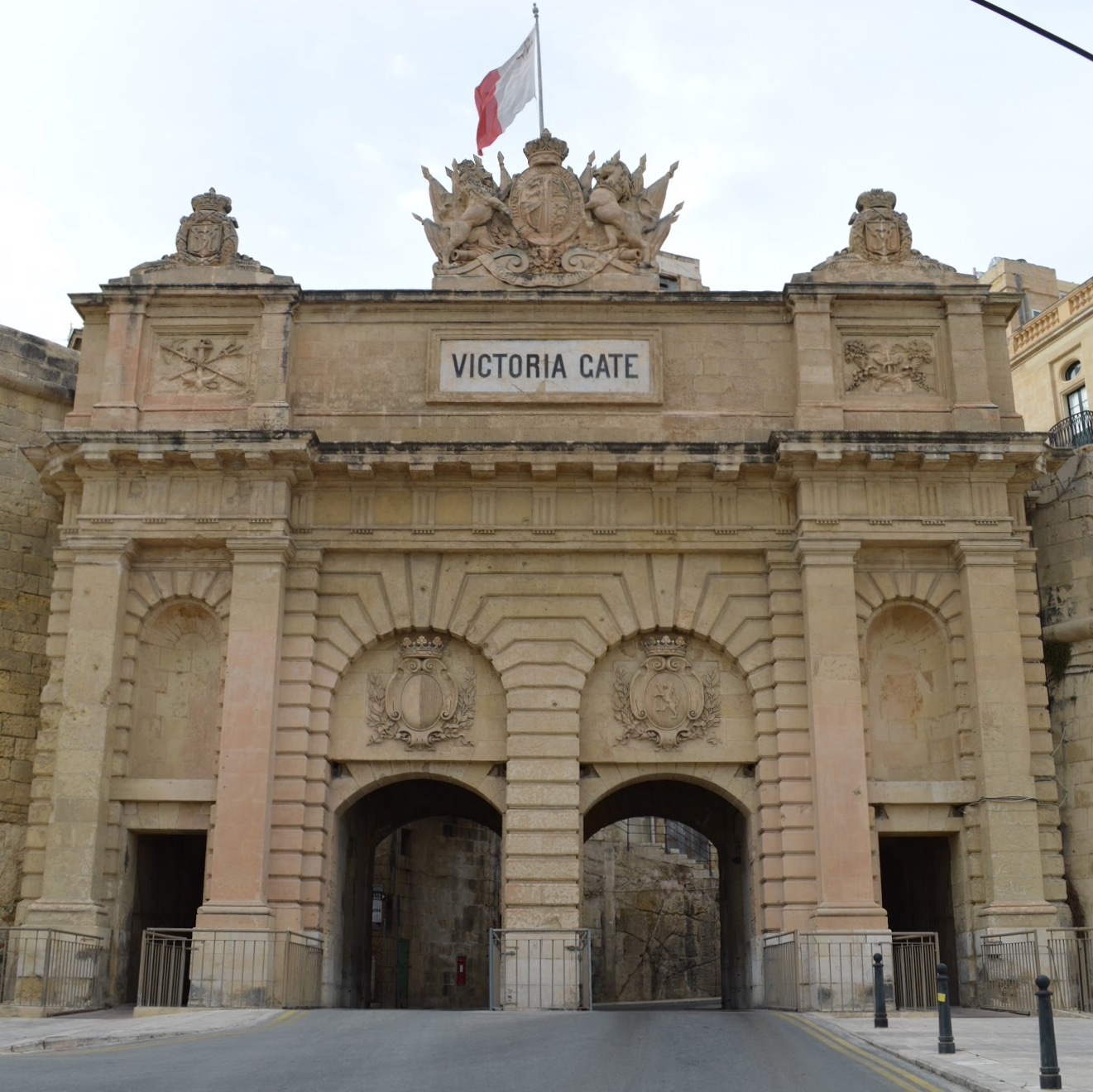
Victoria Gate in Valletta
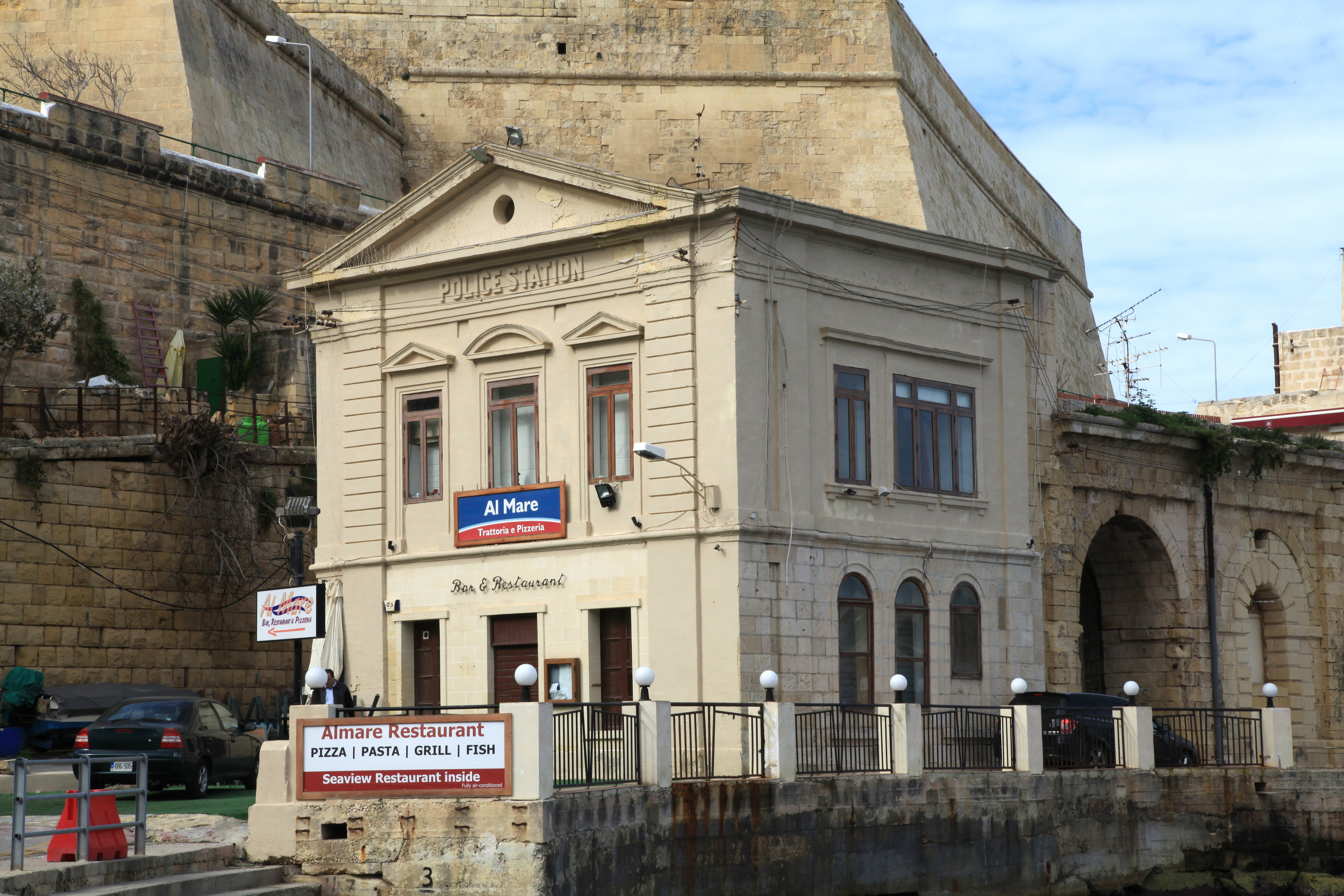
Polizeirevier in Marsamxett
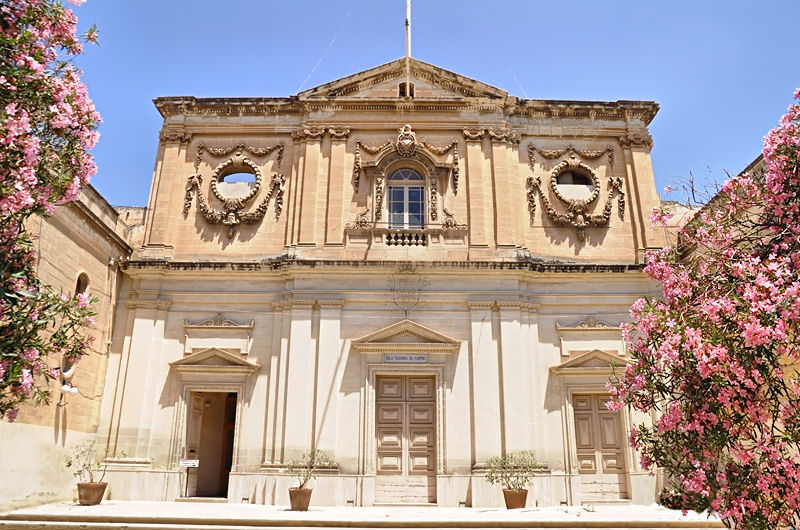
St. Alphonse Church in Birkirkara

### Neugotische Bauten

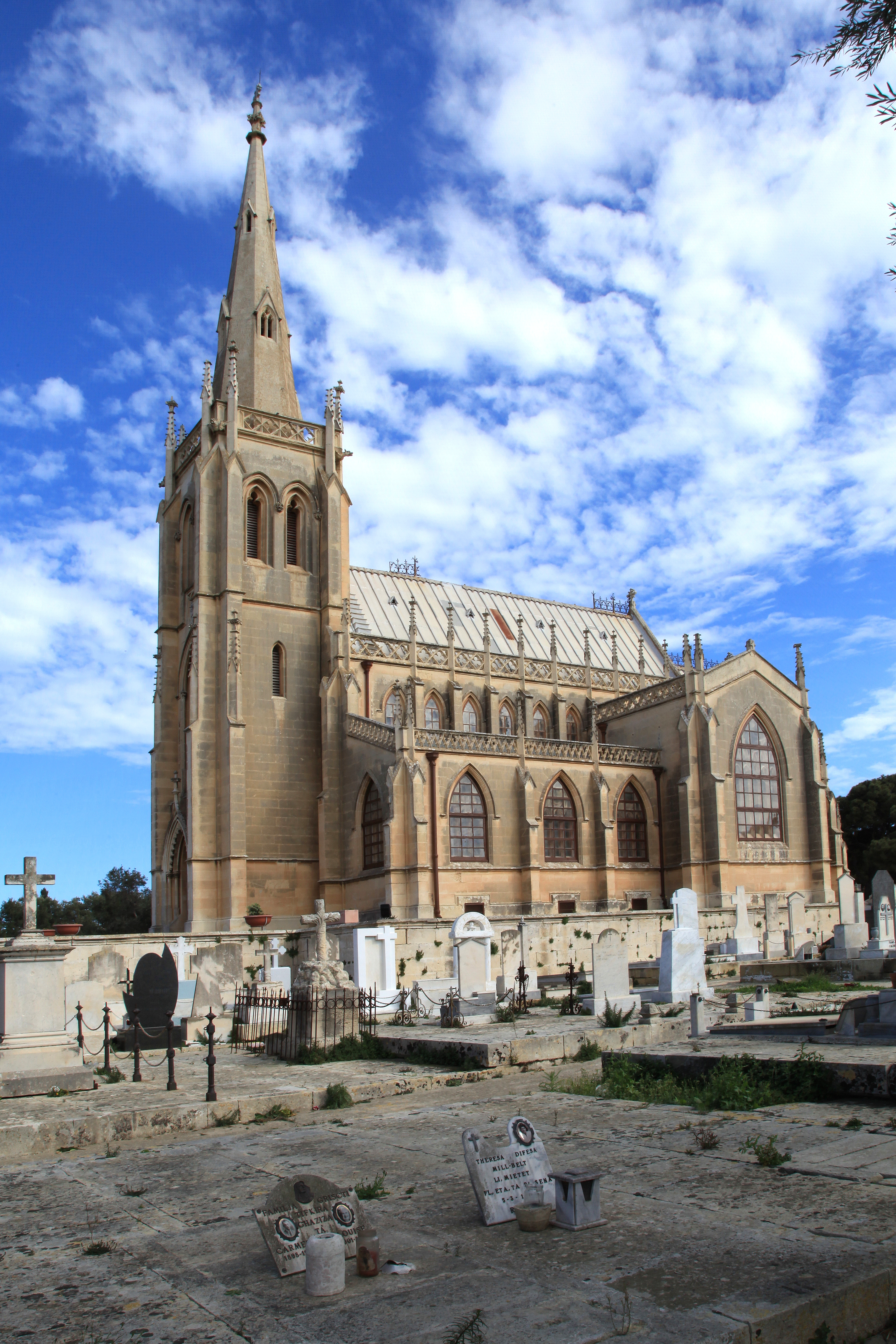
Kirche Our Lady of Sorrows auf dem Addolorata Cemetery in Paola
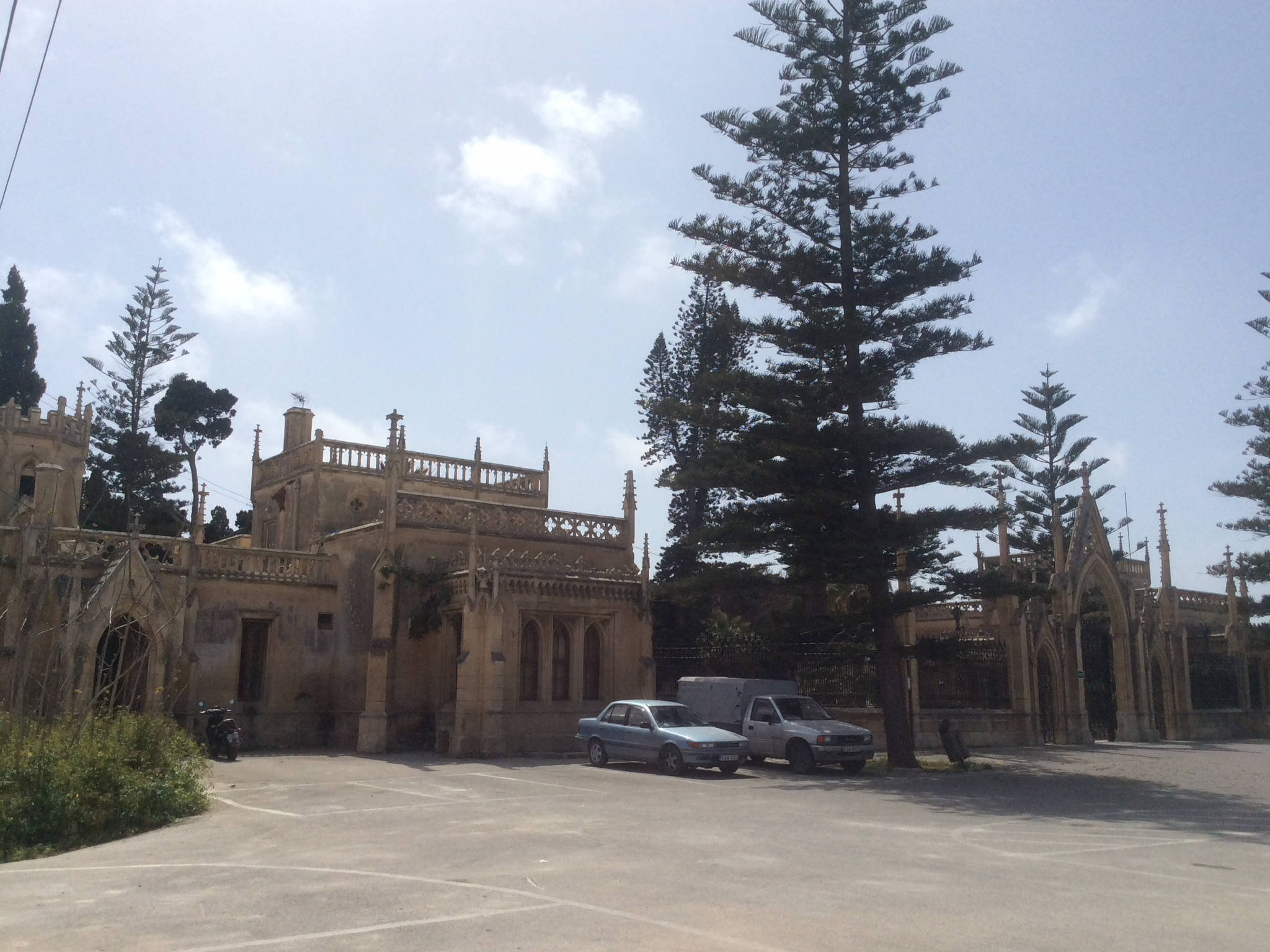
Gebäude auf dem Addolorata Cemetery in Paola

### Bauten im maurischen Stil

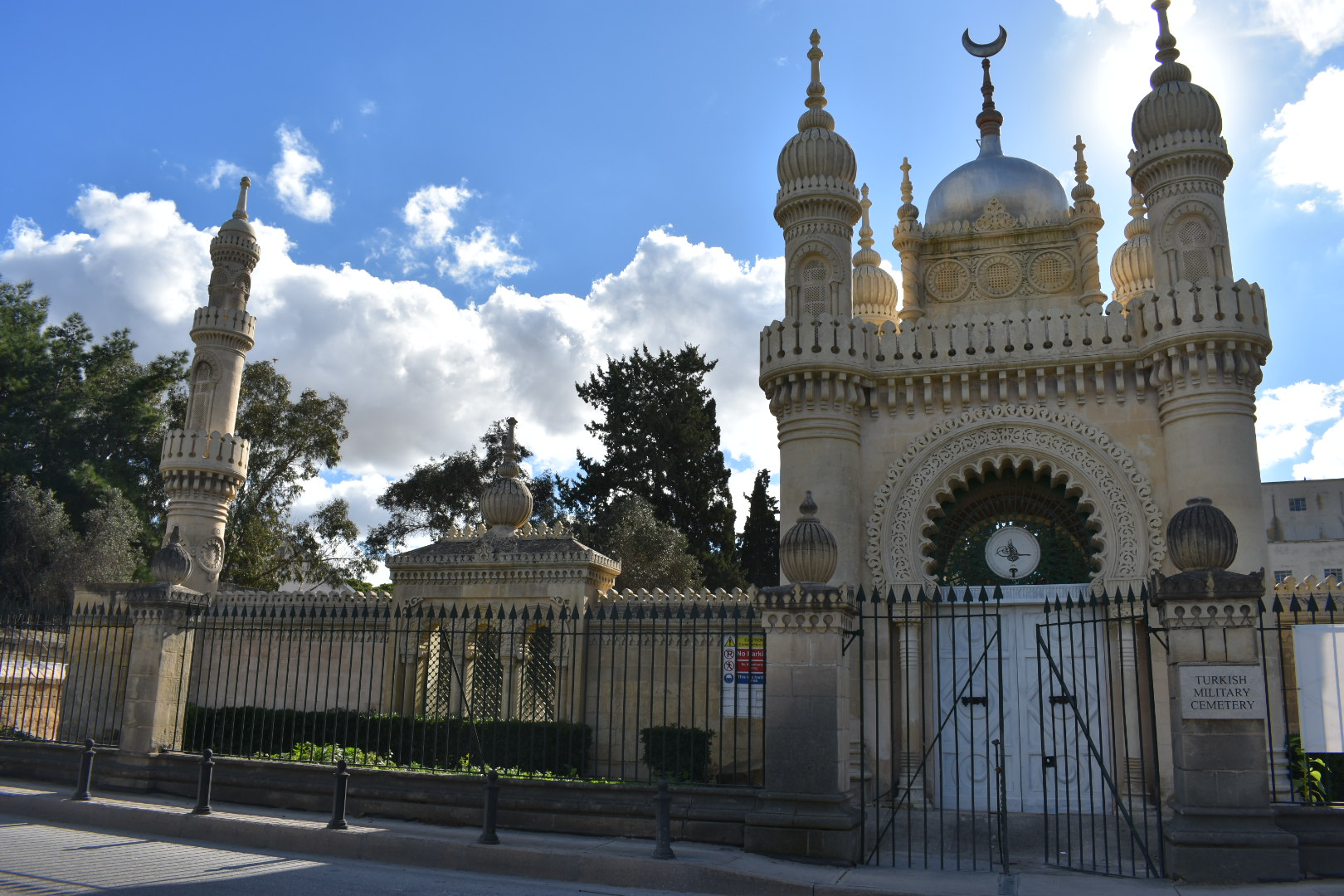
Turkish Military Cemetery in Marsa
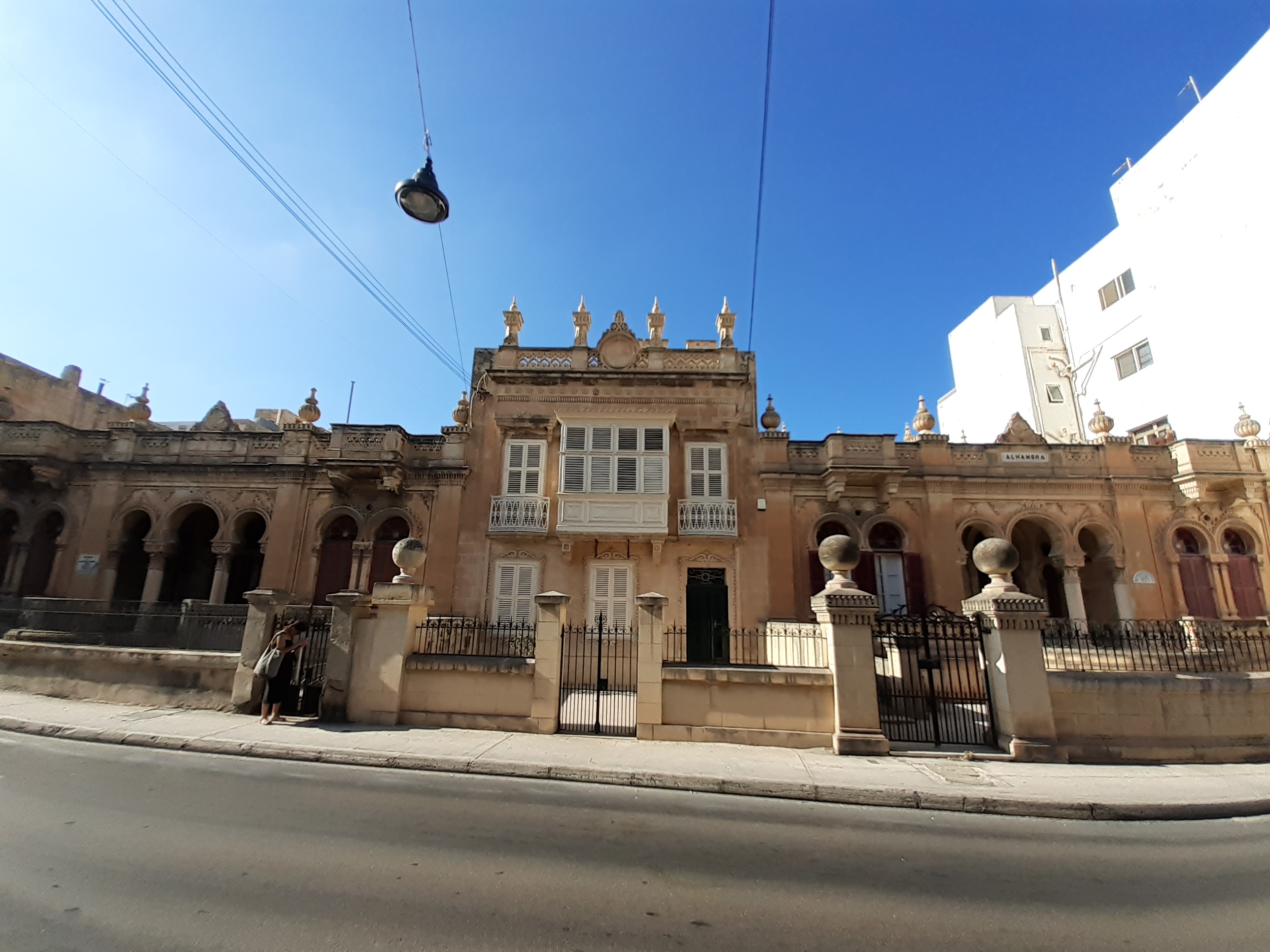
Villa Alhambra in Sliema